# Puerto de Sierras Albas
El puerto o collado de Sierras Albas es un paso de montaña en la cordillera Cantábrica (España), que comunica la comarca palentina de La Pernía, al S, y la cántabra de Liébana, al N, a través de una pista de tierra. El pueblo palentino más cercano es el de Casavegas y el cántabro es el de Caloca.

## Descripción
Esta vía de comunicación es usada casi exclusivamente por los ganaderos y excursionistas, aunque hasta la construcción de la carretera entre Palencia y Tinamayor, en el último tercio del siglo XIX,
era uno de los caminos más transitados entre los escasísimos que comunicaban la Liébana con Castilla.
En 1883, el periodista y escritor Ildefonso Llorente describe el paso como sumamente empinado y angosto, aunque más seguro y mejor que el de Piedrasluengas, a pesar de ser más bajo el segundo.
En este paso tuvo lugar un cruento enfrentamiento entre las tropas carlistas del conde de Negri y las isabelinas del general Latre en el año 1838, durante la primera Guerra Carlista.